# Surfdale
Surfdale  est une localité située dans l’Île de Waiheke dans le nord de la Nouvelle-Zélande.

## Situation
« Surfdale beach»  sur la « baie de Huruhi » représente une zone étendue de boues liées à la marée et est souvent utilisé pour le windsurf ou le kitesurf.
« Shelly beach » située sur « Pukiki Bay» est formée de sable et est couverte de coquilles .
Le secteur fut développé au milieu des années 1920 .
Le terminal du ferry est situé au niveau de « Kennedy Point ».

## Démographie
La ville de Surfdale avait une population de 2 067 habitants lors du recensement de 2018 en Nouvelle-Zélande, en augmentation de 186 personnes (soit 9,9 %) depuis le recensement de 2013 en Nouvelle-Zélande, et une augmentation de 369 personnes soit (soit 21,7 %) depuis le recensement de 2006 en Nouvelle-Zélande.
Il y avait 789 logements.
On notait la présence de 1 023 hommes pour 1 044 femmes, ce qui donne un sexe-ratio de 0,98 homme pour une femme.
L’âge médian était de 43,2 années avec 366 personnes soit 17,7 % âgées de moins de 15 ans, 315 résidents (soit 15,2 %) âgées de 15 à 29 ans, 1 023 personnes (soit 49,5 %) âgées de 30 à 64 ans, et 366 personnes (17,7 %) âgées de 65 ans ou plus.
L’origine ethnique était formée de 86,2 % d’européens/Pākehā, 11,3 % Māori, 3,2 % de personnes originaires du Pacifique, 5,2 % venant d’Asie et 6,8 % d’autres ethnies,(le total fait plus de 100 % car les personnes peuvent s’identifier comme venant de plusieurs ethnies en fonction de ses ascendants).
La proportion de personnes nées outre-mer était de 32,7 %, comparée avec les 27,1 % au niveau national.
Bien que certaines personnes objectent à donner leur religion, 60,5 % disent n’avoir aucune religion, 23,9 % disent être chrétiens, et 6,8 % ont une autre religion.
Parmi ceux âgés de plus de 15 ans, 504 personnes (soit 29,6 %) sont titulaires d’une licence ou d’un degré supérieur, et 213 personnes (soit 12,5  %) n’ont aucune qualification formelle.
Les revenus médians étaient de 31,700 $.
Le statut de travail de ceux de plus de 15 ans était pour 843 personnes (soit 49,6 %) un emploi à plein temps, 303 personnes (soit 17,8 %) étaient employées à temps partiel et 45 personnes (soit 2,6 %) étaient sans emploi.

## Éducation
2 des 3 écoles situées sur l’île de Waiheke sont situées sur ‘Donald Bruce Road’ dans le secteur de Surfdale.
- L’école de « Waiheke High School »  est une école secondaire, (allant de l’année 7 à 13) avec un effectif de 452 élèves[5].
- l’école « Te Huruhi Primary School »  est une école contribuant au primaire, (allant de l’année 1 à 6) avec un effectif de 310 élèves[6].

Les deux écoles sont mixtes et les effectifs sont ceux de 2020.